# Sonia Seneviratne

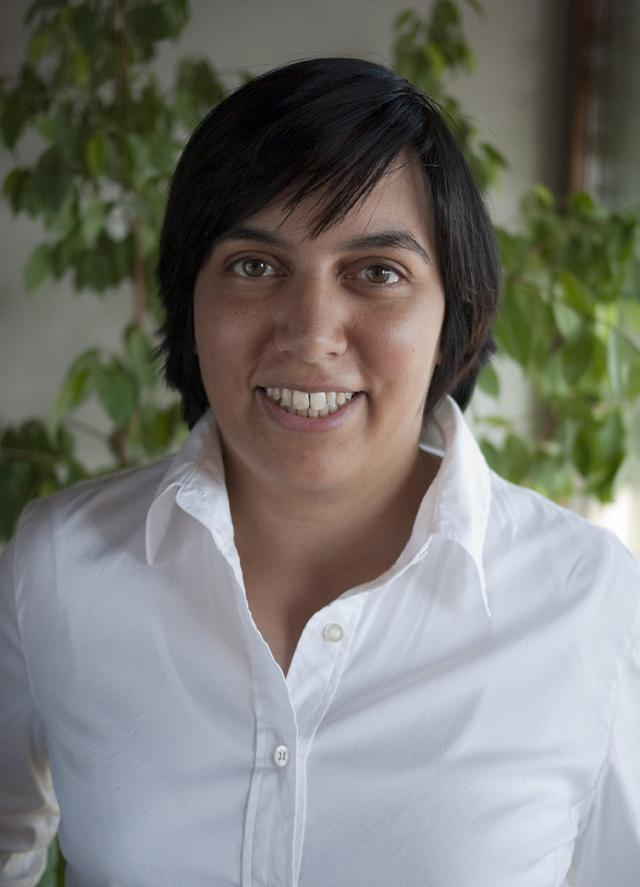
Sonia I. Seneviratne (2015)

Sonia Isabelle Seneviratne (* 5. Juni 1974 in Lausanne) ist eine Schweizer Klimawissenschaftlerin. Sie ist seit 2016 ordentliche Professorin für Land-Klima-Dynamik an der ETH Zürich und seit Juli 2023 im Vorstand des Weltklimarats (Intergovernmental Panel on Climate Change, IPCC) vertreten.

## Leben
Seneviratne machte 1992 ihre Matura Typ B sowie ihr Baccalauréat Vaudois am Gymnase cantonal de Chamblandes in Pully. Danach studierte sie von 1992 bis 1995 Biologie an der Universität Lausanne und von 1995 bis 1999 Umweltphysik an der ETH Zürich. An der ETH absolvierte sie von 1999 bis 2002 auch ihr Promotionsstudium. Nach ihrer Promotion war sie von 2003 bis 2004 Visiting Research Associate am Goddard Space Flight Center der NASA. 2005 kehrte Seneviratne an die ETH Zürich zurück und wurde dort Oberassistentin. Diesen Posten bekleidete sie bis 2007, als sie Assistenzprofessorin wurde, was sie bis 2012 blieb. Von 2013 bis 2016 war sie außerordentliche Professorin. 2016 erfolgte ihre Berufung zur ordentlichen Professorin.
2013 wurde sie Fellow der American Geophysical Union, die ihr im selben Jahr die James B. Macelwane Medal verlieh. Für 2021 wurde ihr die Hans-Oeschger-Medaille der European Geosciences Union zugesprochen. 2023 erhielt sie von der Universität Utrecht den Ehrendoktortitel.
Ihr h-Index lag mit Stand Februar 2022 bei 94. Im selben Jahr wurde sie in die Jury des Green Pardo WWF beim 75. Filmfestival von Locarno berufen.
Seneviratne ist verheiratet und hat zwei Kinder. Neben dem Schweizer Bürgerrecht besitzt sie ebenfalls die Staatsbürgerschaft Sri Lankas.

## Wirken
Seneviratne setzt sich in ihrer Forschung mit Klimaextremen, Land-Klima-Prozessen und Klimaveränderungen auseinander. Sie ist eine weltweit anerkannte Klimaforscherin, die auf die Untersuchung von Extremereignissen wie Hitzewellen und Dürren spezialisiert ist, und Professorin für Land-Klima Dynamik an der ETH Zürich. Ihre Forschungen zeigen einen drastischen Anstieg der Häufigkeit und Intensität extremer Wetterereignisse, wie die rekordverdächtige Hitzewelle in Nordamerika, durch den Klimawandel, und heben die Schlüsselrolle der Vegetation in der Klimaregulation hervor. Ihr Engagement erstreckt sich auch auf öffentliche Aufklärung und Gerichtsprozesse, wo sie zur Förderung politischer und gesellschaftlicher Veränderungen im Umgang mit dem Klimawandel wissenschaftliche Erkenntnisse präsentiert.
Seneviratne leistete bedeutende Beiträge zu IPCC-Berichten und wurde zur Vizevorsitzenden der Arbeitsgruppe 1 des Weltklimarats gewählt, wo sie die Zusammenfassungen für politische Entscheidungsträger mitgestaltet. Sie war eine der Verfasserinnen des Sonderberichts 1,5 °C globale Erwärmung des IPCC (2018). und fungierte im Sechsten Sachstandsbericht des IPCC als eine der beiden koordinierenden Leitautorinnen des Kapitels „Weather and climate extreme events in a changing climate“. Im Juli 2023 wurde sie in den Vorstand des Weltklimarats gewählt.

## Veröffentlichungen (Auswahl)
- Lukas Gudmundsson et al.: Globally observed trends in mean and extreme river flow attributed to climate change. In: Science. Band 371, Nr. 6534, 2021, S. 1159–1162, doi:10.1126/science.aba3996.
- Sonia I. Seneviratne et al.: The many possible climates from the Paris Agreement’s aim of 1.5 °C warming. In: Nature. Band 558, 2018, S. 41–49, doi:10.1038/s41586-018-0181-4.
- Jakob Zscheischler et al.: Future climate risk from compound events. In: Nature Climate Change. Band 8, 2018, S. 469–477, doi:10.1038/s41558-018-0156-3.
- Sonia I. Seneviratne et al.: Allowable CO2 emissions based on regional and impact-related climate targets. In: Nature. Band 529, 2016, S. 477–483, doi:10.1038/nature16542.
- Sonia I. Seneviratne et al.: No pause in the increase of hot temperature extremes. In: Nature Climate Change. Band 4, 2014, S. 161–163, doi:10.1038/nclimate2145.
- M. Reichstein et al.: Climate extremes and the carbon cycle. In: Nature. Band 500, Nr. 7462, 2013, S. 287, doi:10.1038/nature12350
- S. I. Seneviratne et al.: Investigating soil moisture–climate interactions in a changing climate: A review. In: Earth-Science Reviews. Band 99, Nr. 3–4, 2010, S. 125–161, doi:10.1016/j.earscirev.2010.02.004
- S. I. Seneviratne et al.: Land–atmosphere coupling and climate change in Europe. In: Nature. Band 443, Nr. 7108, 2006, S. 205, doi:10.1038/nature05095